# كالي ماكينن
كالي ماكينن (بالفنلندية: Kalle Mäkinen)‏ هو لاعب كرة قدم فنلندي في مركز الدفاع، ولد في 1 فبراير 1989 في توركو في فنلندا. شارك مع منتخب فنلندا تحت 17 سنة لكرة القدم ومنتخب فنلندا تحت 19 سنة لكرة القدم. أما مع النوادي، فقد لعب مع نادي توركو.

## وصلات خارجية
- كالي ماكينن على موقع قاعدة بيانات كرة القدم.إي يو (الإنجليزية)
- كالي ماكينن على موقع Soccerway.com (الإنجليزية)